# Martin B-26 Marauder
El Martin B-26 Marauder era un bombarder mitjà estatunidenc àmpliament utilitzat durant la Segona Guerra Mundial. Aquest disseny va ser controvertit, especialment al principi de la seva carrera, degut al gran nombre d'accidents i víctimes que va causar entre les seves tripulacions. Això era degut a que tenia una velocitat d'aterratge elevada i característiques en vol menys dòcils que els bombarders que l'havien precedit.

## Història
Durant els últims anys de la dècada del 1930, el Cos Aeri de l'Exèrcit dels Estats Units (US Army Air Corps o USAC en anglès) no disposava de bombarders mitjans idonis. La seva flota de bombarders estava centrada en els obsolets Douglas B-18 Bolo i Martin B-10, cap dels quals comptava amb prestacions, càrrega de bombes ni armament defensiu comparables als dissenys més moderns. El març de 1939 l'USAC va publicar un demanda de dissenys de bombarder mitjà, capaç de transportar una càrrega de 1.360 kg de bombes, amb una velocitat màxima de 520 km/h i un abast de 1.609 km a 426 km/h. Aquestes prestacions conduirien a una elevada càrrega alar, resultant en majors distàncies d'enlairament i aterratge.
L'empresa estatunidenca Glenn L. Martin Company va preparar el disseny anomenat Martin 179, sota la direcció de l'enginyer Peyton M. Magruder. La proposta va ser presentada al Tribunal Aeronàutic el 5 de juliol de 1939, i aquest disseny va ser declarat el millor de tots els models presentats. Tot i tenir una càrrega alar superior a la prevista per la USAAC, es va ordenar immediatament la producció de 201 avions.
Amb els seus cinc tripulants, el Martin 179 havia de ser propulsat per dos motors radials Pratt & Whitney R-2800 Double Wasp de 1.850 cv, col·locats en góndoles adossades a l'ala d'implantació alta. L'armament defensiu consistia en dues metralladores de calibre 7,62 mm i dues de 12,7 mm. Al centre del buc, de secció circular, se situava l'espai per la càrrega de bombes.

## Disseny, producció i desenvolupaments

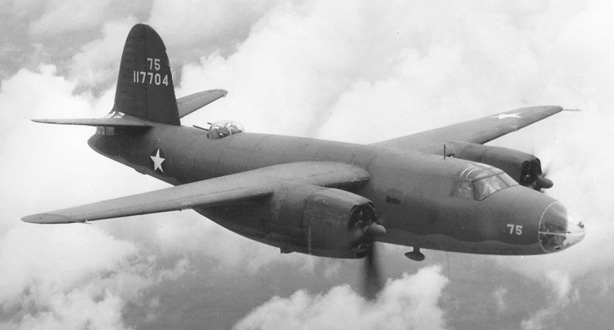
Martin B-26A.

Es tractava d'un avió robust, amb fuselatge semi-monobuc de tres seccions, amb quatre travessers principals, costelles transversals circulars i llarguers longitudinals. La secció central, amb el celler de bombes, estava construïda íntegrament amb la secció alar.
L'estructura alar de tipus caixa, formada per dos pesants travessers mestres amb gruixut revestiment, era reforçada per membres d'envergadura total destinats a proporcionar rigidesa a la torsió; la totalitat de la vora d'atac estava articulada al travesser davanter amb la finalitat de millorar l'accessibilitat a l'interior alar. Només el timó d'adreça portava recobriment tèxtil. Els dos tren d'aterratge principals d'accionament hidràulic es retreien cap enrere; el del morro girava 90° fins a allotjar la seva roda en posició plana en la proa del fuselatge.
La tripulació estava formada per set tripulants: pilot, copilot, bombarder, operador de ràdio, artiller dorsal, artiller lateral i artiller de cua. Les metralladores de 12,7 mm (una en el morro, quatre als costats del fuselatge, dues a la torreta dorsal, dues d'accionament manual en els llocs laterals i dos en posició cabal) estaven alimentades per un total de 3.950 trets. La càrrega ofensiva màxima era de dues bombes de 726 kg i un torpede de 900 kg. En la majoria sortides operatives els B-26 portaven una càrrega de vuit bombes de 227 kg o 16 de 113 kg.
Quan va ser introduït per primera vegada en servei, cada B-26 costava aproximadament 261.000 dòlars. Amb la producció durant la guerra el seu preu va anar baixant i el 1944, quan en va finalitzar la producció, costava uns 192.000 dòlars. Tot i això el semblant B-25 Mitchell, fruit del mateix requeriment, era més econòmic; amb 181.000 dòlars el models originals i baixant fins a 142.000 el 1944.

### De la taula de dibuix per força aèria
El setembre de 1939 es van encarregar 1.100 avions designats B-26. El primer dels quals (40-1361) va ser pilotat per William K. Ebel el 25 de novembre de 1940. No van existir prototips com a tals. Els primers 201 exemplars eren propulsats per motors R-2800-5, i molts d'ells van ser retinguts per a avaluacions experimentals i tasques d'entrenament. Aquestes últimes van resultar llargues i dificultoses, a causa de la falta de familiaritat dels pilots amb els trens d'aterratge tricicles i les elevades velocitats d'aterratge: amb un pes brut de 14.515 kg i una superfície alar de 55,93 m², la càrrega alar era de 260 kg/m². Amb el pes normal en aterratge, la velocitat d'aquest superava els 150 km/h. Però la càrrega màxima de bombes (2.631 kg) excedia en molt els requisits originals, i la velocitat punta (507 km/h) va ser la més elevada de totes les variants del B-26.
Els lliuraments a la USAAF van començar en 1941, i durant la segona meitat d'aquest any la producció va derivar cap al B-26A. Aquest incorporava la instal·lació opcional de dipòsits de combustible en el celler de bombes, abraçadores ventrals per a un torpede de 56 cm i metralladores de 12,7 mm a proa i popa.
En total es van construir 139 B-26A. Aquesta versió va equipar al 22è Grup de Bombardeig, que va ser destinat a Austràlia a la fi de 1941, després de l'atac a Pearl Harbor. Amb combustible addicional en lloc d'una part de la càrrega de bombes, aquests avions van dur a terme atacs contra objectius de Nova Guinea l'abril de 1942. Al juny d'aquest any, B-26A armats amb torpedes van entrar en acció en la batalla de Midway.
La fabricació dels B-26A va continuar a Baltimore, Maryland, fins a maig de 1942, moment en què va aparèixer el primer B-26B. Amb un total de 1.883 construïts, el B-26B va ser la versió més prolífica. Introduïa major blindatge, configuració millorada de les góndoles motores (sense ogives en les hèlixs), un lloc ventral de tir i dues metralladores de 12,7 mm en posició cabal. Aquests canvis van elevar el pes brut fins a 16.556 kg, sense que això anés compensat per un augment de potència, però en els lots B-2, -3 i -4 els motors van passar a ser R-2800-41 o -43, versions més potents oferint 1.920 cv.
La subvariant B-26B-4 presentava un allargament del tren d'aterratge davanter a fi d'incrementar la incidència alar en els enlairaments. També substituïa la metralladora ventral per dues de 12,7 mm als laterals. El B-26B-5 portava flaps ranurats per millorar la maniobrabilitat durant l'aproximació per a l'aterratge.
Els B-26 atreien aspres crítiques per part de les unitats operatives, raó per la qual a partir de la subvariant B-26B-10 es va adoptar un ala d'envergadura incrementada fins a 21,64 m per reduir la càrrega alar. Tanmateix, això va ser acompanyat d'un augment en el pes brut fins a 17.328 kg a conseqüència de l'addició de quatre metralladores de 12,7 mm en els costats del morro i d'una torreta cabal Martin-Bell d'accionament assistit. Lluny de disminuir, la càrrega alar a pes màxim va augmentar fins a 283,4 kg/m², i la velocitat normal d'aterratge es va incrementar a 166 km/h. Amb la finalitat de limitar la velocitat crítica i millorar l'estabilitat lateral, l'empenatge vertical va ser engrandit en altura i superfície.
La Factoria de Baltimore va produir 1.242 exemplars de la subvariant B-26D-10 i les seves derivades. Martin va obrir una nova nau en Omaha, Nebraska, i a la fi de 1942 s'havien produït 1.235 B-26C (equivalents al B-26B-10 i lots subsegüents).
En efecte, el pes de les modificacions, sumat a la inexperiència dels pilots, la sensibilitat de l'avió i la falta de proves deguda a la pressa per produir-ho, van ser la causa d'una gran quantitat d'accidents que li van atorgar al B-26 el sobrenom de "creador de vídues" (Widowmaker, en anglès). Una comissió del govern va concloure que els accidents es devien bàsicament a la inexperiència dels pilots, a un inadequat servei de manteniment i al pes de l'aeronau. Els nous B-26 van ser posats en l'aire amb ales més grans i una nova mira molt eficient. Igualment, van millorar els serveis de manteniment i entrenament dels pilots, i es va engegar una campanya per fer-ho més popular entre aquests, que normalment se sentien terroritzats davant la idea d'haver de volar-los.
Amb el temps, el B-26 es va anar fent una reputació com a bombarder eficient i, sobretot, resistent. Els B-26 aterraven amb decència a les seves bases portant greus danys de combat: motors danyats, cues i alerons trencats i innombrables impactes de bala, havent volat grans distàncies en aquestes condicions.

### En acció a diversos fronts
Les operacions bèl·liques dels B-26 durant els 11 primers mesos d'intervenció nord-americana en la guerra van estar confinades al teatre del Pacífic, però des de desembre de 1942 els Grups de Bombardeig Núm. 17, 319 i 320 van operar amb la 12a Força Aèria al nord de l'Àfrica amb B-26B i B-26C. Posteriorment, van donar suport als exèrcits aliats a Sicília, Itàlia, Sardenya, Còrsega i el sud de França.
Les primeres operacions amb B-26 en el nord d'Europa van ser frustrants. El 14 de maig de 1943 el primer grup de B-26 de la 8a Força Aèria, el 322è, va realitzar un atac contra l'estació generadora de Velsen, amb resultats relativament bons. Però un segon atac efectuat tres dies més tard contra el mateix objectiu es va saldar amb la pèrdua dels 10 aparells que van intervenir en la missió. Reconeixent l'aparent vulnerabilitat dels B-26 al foc antiaeri, les futures operacions es van circumscriure a mitjana i alta cota. La capacitat real del B-26 no va ser aprofitada fins a finals de 1943, arran de l'assignació d'aquest model a la recentment creada 9a Força Aèria. Va assumir missions d'atac estratègic a mitja cota (encara que amb escorta de caces), en preparació de la prevista invasió a Europa.
Entretant, el B-26 va entrar en servei amb la RAF. El juliol de 1942, el primer Marauder Mk I (equivalent al B-26A de 19,81 m d'envergadura) va arribar a Egipte i al mes següent el 14è Squadron va començar a substituir els seus Bristol Blenheim pels nous avions nord-americans. No obstant això, la RAF es va fer ressò de les crítiques anteriorment exposades pels mateixos nord-americans. Els avions que havien de lliurar-se a l'Orient Mitjà van quedar emmagatzemats, de manera que el 14è Squadron va ser durant diversos mesos l'única unitat de la RAF equipada amb Marauder.
La ràpida expansió de les Forces Aèries Sud-africanes (SAAF) en el nord d'Àfrica va donar com a resultat que els Marauder Mk II de major envergadura (equivalent als B-26C-30-MO) anessin lliurats als Squadrons Ens. 12, 21, 24, 25 i 30 de la SAAF. Dinou B-26B de curta envergadura van quedar a càrrec de la RAF. En 1944, els Marauder Mk III (equivalents als B-26F i B-26G) van arribar al teatre del Mediterrani i es van allistar en les SAAF, així com en sis esquadrons de l'Armée de l'Air francesa.
La fabricació dels B-26B va finalitzar a Baltimore el febrer de 1944 amb el lliurament de l'últim B-26B-55-DT. A més, Martin va produir per la USAAF 208 AT-23A, versió d'entrenament i remolc de blanc del B-26B. La producció d'Omaha finalitzo l'abril de 1944, amb el B-26C-45-MO i 350 entrenadors i avions de remolc AT-23B; dels aparells de remolc de blancs, 225 van ser a l'US Navy i l'US Marine Corps, sota la designació JM-1. Els avions de la USAF van ser redesignats TB-26 en 1944.

### Més canvis, més comandes
Un exemplar únic XB-26D va ser construït a partir d'un dels primers avions a fi d'avaluar sistemes antigel. La variant prevista B-26I, amb pes reduït i la torreta dorsal avançada fins al compartiment del navegant, no va arribar a ser fabricada. No obstant això, es van produir altres dues variants de sèrie. Ambdues incorporaven ales de llarga envergadura, amb la incidència alar incrementada en 3,5°. Aquesta mesura va ser considerada per la majoria dels pilots com una bona solució per millorar les característiques d'enlairament i aterratge, però va implicar la reducció de la velocitat màxima a 446 km/h. La producció dels B-26F-1-DT. va començar a la fi de 1943, i els primers lliuraments a la USAF van tenir lloc al febrer següent. També es van completar uns 300 B-26F, dels quals 200 van ser enviats a Orient Mitjà sota la llei de Préstec i Arrendament, com Marauder Mk III (equivalents als B-26F-2 i F-6).
Nombrosos canvis menors en l'equip identificaven als B-26G, dels quals Martin en va fabricar 893, i va subministrar 150 a Gran Bretanya, també sota la denominació Marauder III. En 1944 es van produir 57 TB-26G, dels quals els últims exemplars van ser a parar a la Marina dels Estats Units d'Amèrica i al Cos de Marines dels Estats Units d'Amèrica. En aquests serveis el Marauder va rebre la designació JM-2.
Una vegada solucionats els problemes d'enlairament i aterratge, la RAF va seguir amb les entregues. El febrer de 1945 el 39è Squadron va començar a rebre els Marauder Mk III, per a operacions des de l'Alguer. Aquests avions van continuar la seva carrera a l'Orient Mitjà, on van romandre fins a setembre de 1946.
L'últim B-26 va ser lliurat el 30 de març de 1945, de manera que el nombre de Marauder construïts va totalitzar 5.157 exemplars. Un altre avió, el XB-26H (44-28221), va ser condicionat per provar el tren d'aterratge central (amb tren d'aterratge en tàndem) amb quatre rodes previst per als bombarders Boeing B-47 i Martin XB-48.
Malgrat que els problemes inherents a la seva avançada filosofia de disseny, el B-26 va aconseguir un impressionant nivell d'eficàcia; els Marauder van realitzar un total de 129.943 sortides operacionals en els teatres europeu i mediterrani, durant les quals van llançar 169.382 tones de bombes. Les seves tripulacions van reclamar l'enderrocament de 402 avions enemics; la pèrdua de 911 avions en combat representava una relació inferior a l'1%. El març de 1944, els B-26 en mans de la USAF estaven enquadrats en 11 grups operatius que comprenien 43 esquadrons; 1.931 B-26 actuaven en teatre d'operacions europeu.
Almenys dos exemplars van arribar a Espanya en la Segona Guerra Mundial, sent internats.

## Variants
B-26
201 avions construïts per Martin a Baltimore; motors R-2800-5; la majoria emprats com a aparells d'entrenament i avaluació (del 40-1361 al 1561)
B-26A
139 avions construïts a Baltimore; motors R-2800-9 o -39; (del 41-7345 al -7483; 52 a la RAF com Marauder Mk I)
B-26B
1.883 avions construïts a Baltimore; els primers 971 equipats amb motors R-2800-5, els restants amb tipus -41 o -43; el B-26B-4 va introduir allargament de la pota del tren d'aterratge davanter i metralladora ventral; el B-5 portava flaps ranurats; el B-10 va introduir ales de 21,74 m d'envergadura; 19 de curta envergadura i 104 de llarga envergadura enviats a Gran Bretanya com Marauder Mk Mk IA
AT.23A (posteriorment TB-23B)
208 entrenadors i remolcs de blancs, versions del B-26B; molts d'ells lliurats A la US Navy i al US Marine Corps com JM-1
B-26C
1.235 avions construïts en Omaha, similars al B-26B (del 41-34673 al -35560, dels quals 21 van ser convertits en AT-23B; del 42-107497 al -107855; 123 enviats a Gran Bretanya com Marauder Mk II)
At-23B (posteriorment TB-23C)
350 entrenadors i remolcs de blancs; versions del B-26C
XB-26D
un exemplar per a proves de sistemes anti-gel
B-26
projecte de versió alleugerida (vegeu text); no construït
B-26F
300 avions construïts a Baltimore, amb canvis menors en l'equip; 150 per a la RAF com Marauder Mk III, amb serials entre HD602 i HD 751
TB-26G
57 entrenadors i remolcadors de blancs, versions del B-26G; 32 d'ells a la US Navy i al US Marine Corps com JM-2
XB-26H
un aparell experimental (44-28221) amb tren d'aterratge disposat en tàndem